# Prigoria - Bengești
Prigoria - Bengești este o arie protejată (arie specială de conservare — SAC, sit de importanță comunitară — SCI) din România, desemnată în scopul protejării biodiversității și menținerii într-o stare de conservare favorabilă a florei spontane și faunei sălbatice, precum și a habitatelor naturale de interes comunitar aflate în arealul zonei de protecție. Aceasta se întinde pe o suprafață de 2.457,7 ha, integral pe uscat.

## Localizare
Centrul sitului Prigoria - Bengești este situat la coordonatele 45°04′22″N 23°38′53″E / 45.072761°N 23.647939°E. Situl se întinde pe teritoriile administrative ale comunelor Bengești-Ciocadia, Bumbești-Pițic și Prigoria din județul Gorj.

## Înființare
Situl Prigoria - Bengești a fost declarat sit de importanță comunitară (ROSCI0359) în septembrie 2011 pentru a proteja 5 specii de animale. Situl a fost protejat și ca arie specială de conservare (ROSAC0359) în mai 2022.

## Biodiversitate
Situată în ecoregiunea continentală, aria protejată conține 6 habitate naturale: Păduri de fag Luzulo-Fagetum, Păduri de fag Asperulo-Fagetum, Păduri de stejar și carpen Galio-Carpinetum, Păduri aluvionare cu Alnus glutinosa și Fraxinus excelsior (Alno-Padion, Alnion incanae, Salicion albae), Păduri panonice-balcanice de stejar turcesc - stejar sesil, Păduri de stejar și de carpen dacice.
La baza desemnării sitului se află mai multe specii protejate:
- amfibieni (1): izvoraș-cu-burta-galbenă (Bombina variegata)
- nevertebrate (4): croitorul mare al stejarului (Cerambyx cerdo), rădașcă (Lucanus cervus), croitorul cenușiu (Morimus asper funereus), gândacul sihastru (Osmoderma eremita Complex)